# Juba-Brücke

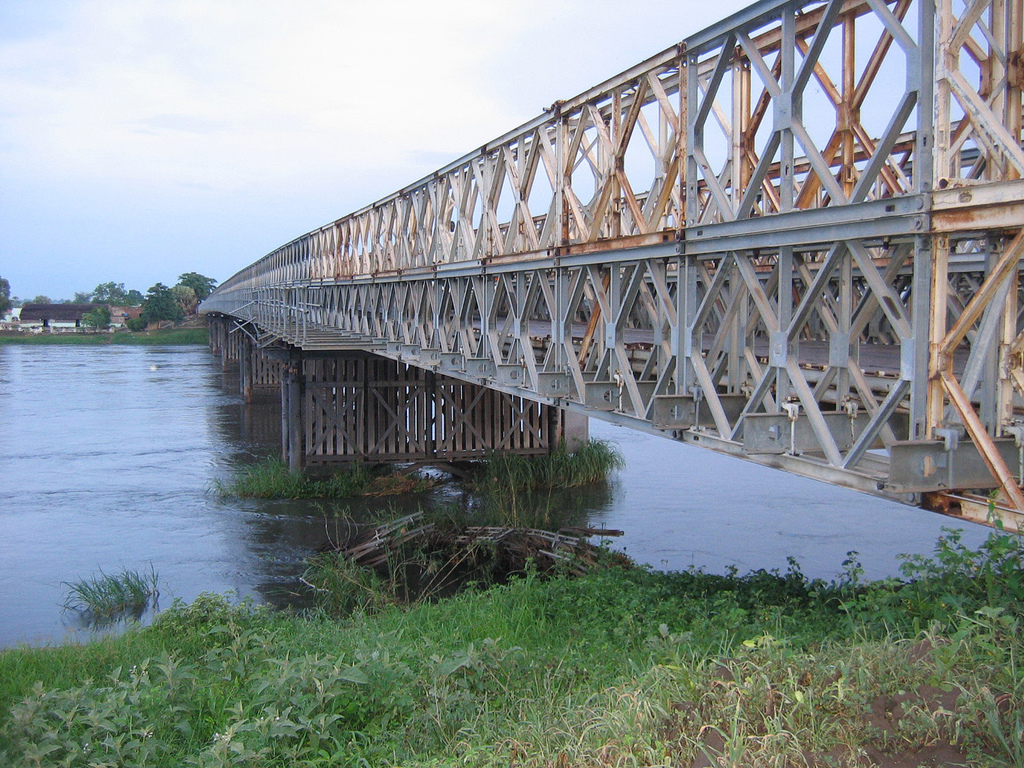
Die Juba-Brücke im Sommer 2006

Die Juba-Brücke oder Dschuba-Brücke ist eine  Straßenbrücke im Südosten der Stadt Juba über den im Südsudan Bahr al-Dschabal genannten Abschnitt des Nils. Sie verbindet Juba und den Südsudan über Nimule mit Uganda und Kenia in Ostafrika.
Sie ist die einzige Brücke über den Bahr al-Dschabal im Südsudan, der das Land auf einer Länge von 1200 km durchfließt. Die nächste Brücke flussaufwärts ist die 445 Straßenkilometer entfernte Brücke über den Albert-Nil in Pakwach im nördlichen Uganda, die nächsten Brücken flussabwärts sind die rund 1300 Flusskilometer entfernte Kusti-Eisenbahnbrücke und die benachbarte Straßenbrücke zwischen Kusti und Rabak im Sudan.
Die Brücke besteht aus zwei übereinanderliegenden parallelen Bailey-Stahl-Balkenbrücken mit jeweils einer Fahrbahn. Die Brücke ist insgesamt 10 Meter breit, 252 Meter lang und wurde Ende der 1970er/Anfang der 1980er Jahre errichtet.
Der Verkehr unterliegt aufgrund des Alters und der Konstruktion der Brücke einer Gewichtsbeschränkung. Trotz dieser Vorsichtsmaßnahme kam es am 6. November 2006 zum Einsturz einer Fahrbahn aufgrund eines mit Zement überladenen LKWs aus Uganda. Die Reparatur der Brücke wurde sofort in Angriff genommen und Ende 2006 abgeschlossen.